# Gavin Ware
Gavin Elles Ware (Starkville, 19 ottobre 1993) è un cestista statunitense.